# Факторович Михайло Давидович
Михайло Давидович Факторо́вич (7 травня 1921, Київ — 7 березня 2012, Сан-Франциско) — український мистецтвознавець; кандидат мистецтвознавства з 1969 року; член Спілки радянських художників України. Чоловік мистецтвознавця Діни Колесникової.

## Біографія
Народився 7 травня 1921 року в місті Києві (нині Україна). 1944 року закінчив Середньоазійський університет в Ташкенті. З 1946 року працював в у Київському музеї російського мистецтва. У 1969 році закінчив аспірантуру Академії мистецтв СРСР, де навчався у Олексія Федорова-Давидова.
Мешкав у Києві в будинку на вулиці Басейній, № 13, квартира № 5. Останні роки жив у Сан-Франциско, США. Помер у Сан-Франциско 7 березня 2012 року.

## Праці
Прац.вав у галузях мистецтвознавства та художньої критики. Серед робіт:
- розділ «Мистецтво 2-ї половини XIX століття» у путівнику «Київський державний музей російського мистецтва» (Київ, 1955);
- дослідження фондів музею, вступні статті до каталогів виставок Василя Верещагіна, Миколи Ге (1958);
- стаття «Виставка російського мистецтва в Києві» у журналі «Искусство» (1959, № 6);
- каталог виставки «Рисунок і акварель російських художників другої половини XVIII—початку XX століття», (Київ, 1964; у співавторстві з Лідією Пелькіною, Абрамом Рєзниковим, Діною Колесниковою);
- стаття «Сповнена вишуканого величчя» у журналі «Художник» (1967, № 2);
- альбом «Український радянський живопис» (1980);
- «Російський живопис у музеях України» (1986);
- «Третьяковська галерея» (1991).